# Wspólnota administracyjna Neuburg an der Donau
Wspólnota administracyjna Neuburg an der Donau – wspólnota administracyjna (niem. Verwaltungsgemeinschaft) w Niemczech, w kraju związkowym Bawaria, w rejencji Górna Bawaria, w regionie Ingolstadt, w powiecie Neuburg-Schrobenhausen. Siedziba wspólnoty znajduje się w mieście Neuburg an der Donau, które jednak nie jest członkiem wspólnoty.
Wspólnota administracyjna zrzesza dwie gminy wiejskie (Gemeinde): 
- Bergheim, 1 802 mieszkańców, 28,95 km²
- Rohrenfels, 1 539 mieszkańców, 17,52 km²